# Joachim Wanke
Joachim Wanke (Wrocław, 4 de maio de 1941) - teólogo católico, administrador apostólico das dioceses de Fulda e Würzburg em Erfurt-Meiningen em 1981-1994, bispo de Erfurt em 1994-2012.
Quando ele tinha três anos, sua família mudou-se da Silésia para Ilmenau, na Turíngia, onde ele passou no exame de conclusão do ensino médio em 1960. Depois estudou no seminário de Erfurt. Foi ordenado sacerdote em 26 de junho de 1966. Depois trabalhou na paróquia de Dingelstädt em Eichsfeld. Em 1969, iniciou estudos de especialização e obteve um pós-doutorado, após o qual retornou a Erfurt.
Em 2 de outubro de 1980, o Papa João Paulo II o nomeou bispo coadjutor da Administração Apostólica em Erfurt-Meiningen, dando-lhe o título de bispo de Castellum na Mauritânia. Ele assumiu o governo em 17 de janeiro de 1981, após a morte do bispo Hugo Aufderbeck.
Depois que a administração foi transformada em diocese em 1994, ele se tornou seu primeiro Ordinário.
Em 1º de outubro de 2012, o Papa Bento XVI aceitou sua renúncia de administrar a diocese.